# Bretagne-Séché Environnement/Saison 2013
Dieser Artikel listet Erfolge und Fahrer des Radsportteams Bretagne-Séché Environnement in der Saison 2013 auf.

## Erfolge in der UCI Europe Tour
In der Saison 2013 gelangen dem Team nachstehende Erfolge in der UCI Europe Tour.
| Datum         | Rennen                                          | Kat. | Sieger              |
| ------------- | ----------------------------------------------- | ---- | ------------------- |
| 10. März      | Paris–Troyes                                    | 1.2  | Jean-Marc Bideau    |
| 1. Mai        | 7. Etappe Tour de Bretagne                      | 2.2  | Pierre-Luc Périchon |
| 28. Juli      | 3. Etappe Kreiz Breizh Elites                   | 2.2  | Erwann Corbel       |
| 29. September | 2. Etappe Tour du Gévaudan Languedoc-Roussillon | 2.2  | Sébastien Duret     |

## Zugänge – Abgänge
| Zugänge               | Team 2012              | Abgänge           | Team 2013                        |
| --------------------- | ---------------------- | ----------------- | -------------------------------- |
| Arnaud Gérard         | FDJ-Big Mat            | Johan Le Bon      | FDJ.fr                           |
| Vegard Stake Laengen  | Team Type 1-Sanofi     | Laurent Pichon    | FDJ.fr                           |
| Clément Koretzky      | La Pomme Marseille     | Romain Hardy      | Cofidis, Solutions Crédits       |
| Pierre-Luc Périchon   | La Pomme Marseille     | Éric Berthou      | Team Raleigh                     |
| Benoît Jarrier        | Véranda Rideau-Super U | Mathieu Halleguen | Brest Iroise Cyclisme 2000       |
| Erwann Corbel         | Neoprofi               | Dimitri Champion  | Team Peltrax-CS Dammarie-lès-Lys |
| Benjamin Le Montagner | Neoprofi               | Guillaume Blot    | Karriereunterbrechung            |
| Eduardo Sepúlveda     | Neoprofi               |                   |                                  |

## Mannschaft
| Name                  | Geburtstag        | Nationalität |              |
| --------------------- | ----------------- | ------------ | ------------ |
| Jean-Marc Bideau      | 8. April 1984     | Frankreich   |              |
| Erwann Corbel         | 20. April 1991    | Frankreich   |              |
| Jean-Luc Delpech      | 27. Oktober 1979  | Frankreich   |              |
| Renaud Dion           | 6. Januar 1978    | Frankreich   |              |
| Sébastien Duret       | 3. September 1980 | Frankreich   |              |
| Armindo Fonseca       | 1. Mai 1989       | Frankreich   |              |
| Arnaud Gérard         | 6. Oktober 1984   | Frankreich   |              |
| Florian Guillou       | 29. Dezember 1982 | Frankreich   |              |
| Benoît Jarrier        | 1. Februar 1989   | Frankreich   |              |
| Clément Koretzky      | 30. Oktober 1990  | Frankreich   |              |
| Vegard Stake Laengen  | 7. Februar 1989   | Norwegen     |              |
| Benjamin Le Montagner | 16. Juni 1988     | Frankreich   |              |
| Geoffroy Lequatre     | 30. Juni 1981     | Frankreich   |              |
| Gaël Malacarne        | 2. April 1986     | Frankreich   |              |
| Pierre-Luc Périchon   | 4. Januar 1987    | Frankreich   |              |
| Eduardo Sepúlveda     | 13. Juni 1991     | Argentinien  |              |
| Florian Vachon        | 2. Januar 1985    | Frankreich   |              |
| Stagiaires            | Stagiaires        | Nationalität | Nationalität |
| Merhawi Kudus         | Merhawi Kudus     | Eritrea      |              |
| Fabrice Seigneur      | Fabrice Seigneur  | Frankreich   |              |